# Microselia deemingi
Microselia deemingi är en tvåvingeart som beskrevs av Ronald Henry Lambert Disney 1983. Microselia deemingi ingår i släktet Microselia och familjen puckelflugor.
Artens utbredningsområde är Nigeria. Inga underarter finns listade i Catalogue of Life.